# Sandberg (Bad Belzig)

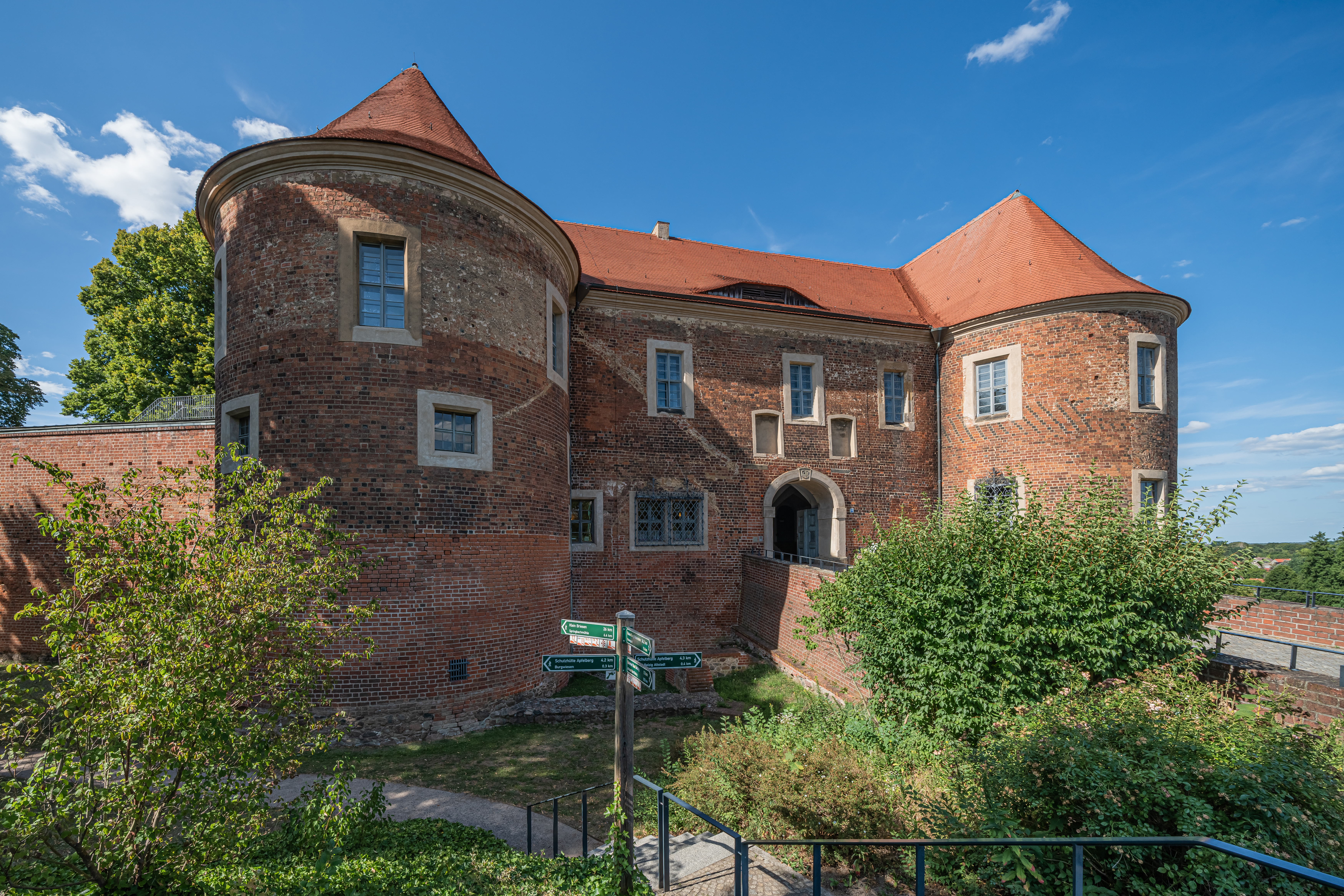
Die Burg Eisenhardt war die Keimzelle des Ortes Sandberg

Sandberg ist ein Ort, der um die Burg Eisenhardt entstanden ist. Obwohl er unmittelbar an die Altstadt von Belzig angrenzt, bewahrte er mehrere Jahrhunderte lang seine kommunale Eigenständigkeit. Erst im Jahr 1914 wurde Sandberg eingemeindet.

## Lage

Belzig und Sandberg im Jahr 1911

Der Kern des Orts Sandberg liegt auf einem Hang südlich des Zentrums von Bad Belzig um die Burg Eisenhardt und die östlich an die Burg angrenzenden Gebiete. Der Ort grenzt unmittelbar an die Belziger Altstadt. In einer Quelle von 1837 hieß es über Sandberg: „liegt theils hart an der Stadt Belzig, theils mit der Stadt im Gemenge“.
Die Gemeinde umfasste Anfang des 20. Jahrhunderts ein weit darüber hinaus reichendes Gebiet. Die Grenze zwischen der Stadt Belzig und der Gemeinde Sandberg verlief von Westen entlang der Gliener Straße, weiter am südlichen und östlichen Rand der Belziger Altstadt jenseits der Bebauung der Mauerstraße und weiter in Richtung Nordosten am Mühlenhölzchen vorbei, entlang des Belziger Bachs bis zur Hintermühle Belzig.
Die historischen Straßen Wittenberg – Brandenburg und Magdeburg – Jüterbog kreuzten sich in Sandberg unterhalb der Burg; letztere wurde später nach Norden verlegt, um den Belziger Marktplatz anzubinden. Die Wittenberger Straße erhielt 1879 beim Bau der Eisenbahn eine andere Lage.

## Geschichte

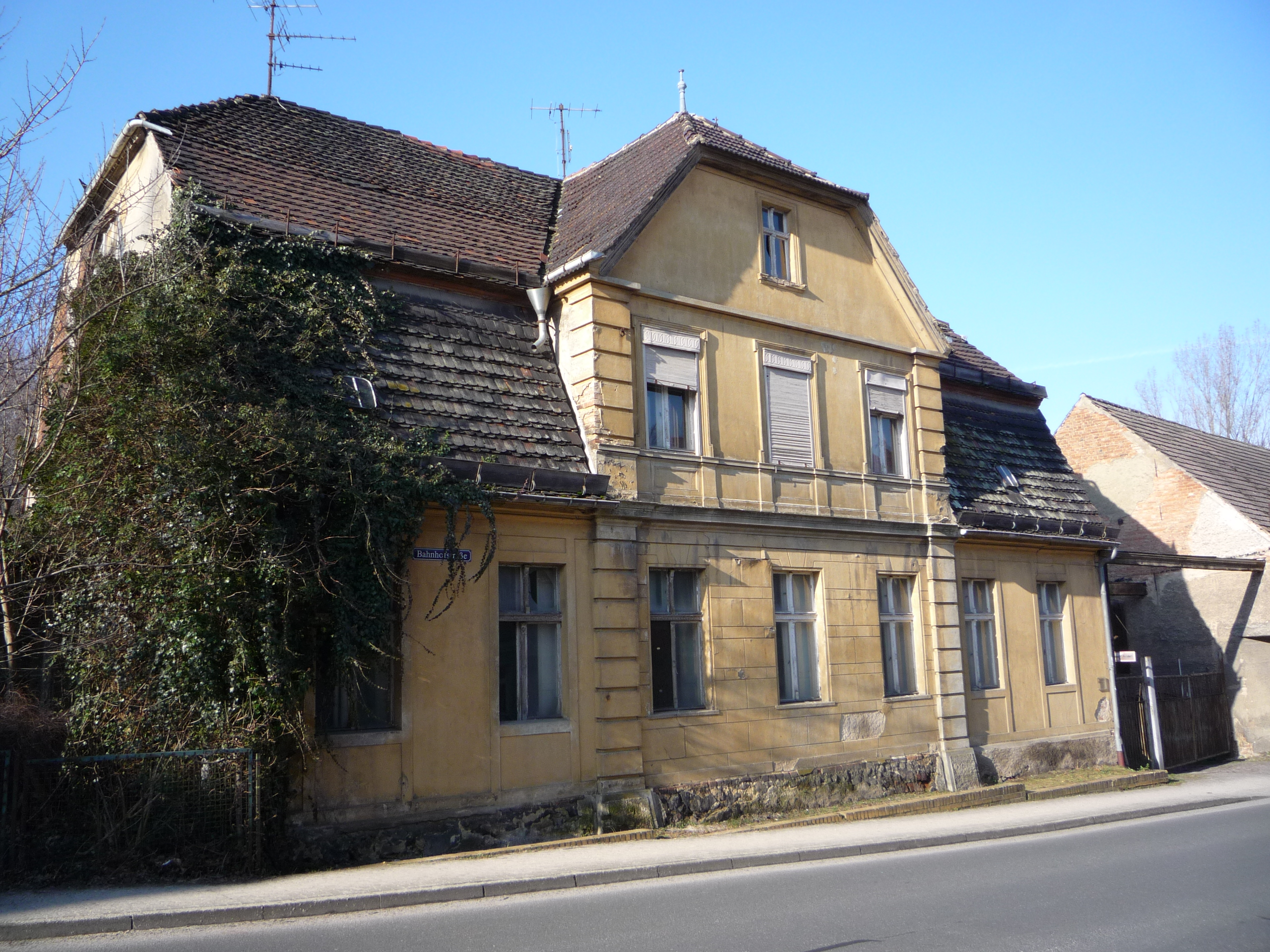
Gutshaus des II. Ritterguts, Bahnhofstraße 14

Sandberg entwickelte sich als Dienstsiedlung um die Burg Eisenhardt. Ein Suburbium um die Burg wurde im Jahr 997 erwähnt; die spätere Stadt Belzig ist dagegen eine Gründung des frühen 13. Jahrhunderts. Die erste sichere Erwähnung des Namens „Sandberg“ ist in einem Text aus dem Jahr 1383 belegt, in dem von „uff dem Santberge“ die Rede ist.
Burg und Siedlung Sandberg waren zunächst im Besitz wechselnder Adelsherrschaften. Seit dem 13. Jahrhunderten gehörten sie zum Herzogtum Sachsen-Wittenberg. Durch Eigentumsübertragungen an Dienstleute der Burg entstanden mehrere Rittergüter (Stammhöfe), die später ihrerseits weiter aufgeteilt wurden. Vom Ende des 17. Jahrhunderts, mit Erwerb eines Vorwerkes samt Schäferei, bis mindestens Anfang/ Mitte des 19. Jahrhunderts war die Familie von Oppen anteilig Gutsbesitzer vor Ort. Sie besaßen zu diesem Zeitpunkt auch das so genannte Haus Niemegk. Auf den Sandberger Gütern fanden herrschaftliche Hochzeiten statt, u. a. der Familie von Freyberg mit der Familie von Lochow-Lübnitz. 1837 gab es das Dorf Sandberg und vier Rittergüter. Das Dorf bestand aus Häusleranwesen, die Rittergüter waren dem Fiskus zugehörigen Sandberg I. Antheils (Gutshaus an der heutigen Wittenberger Straße 10), II. Antheils (Gutshaus an der heutigen Bahnhofstraße 14) mit einem Häusleranwesen, III. Antheils (Rittmeister Carl Friedrich August von Freyberg) mit einem Weinberg und einem Weinbergshäuschen („Meierhof“) und IV. Anteils (Gutshaus in der heutigen Berliner Straße 4). Hieraus entstanden vier Gutsbezirke, die Burg (teilweise auch als „Schloß“ bezeichnet) bildete einen weiteren. Am 4. Dezember 1841 wurde dem Rittergut Sandberg II der Familie von Freyberg die Kreistagsfähigkeit entnommen, die Matrikel wegen Zerstückelung des Besitzes gelöscht, zeitweise. Vor 1860 gilt Sandberg I der Gevettern von Oppen als Mannlehn, Sandberg III und IV, mit unterschiedlichen Besitzern als Allodialgut.  1879, im erstmals amtlich publizierten General-Adressbuch der Rittergutsbesitzer für die Provinz Brandenburg, gehörte ein 66 ha Anteil des nicht kreistagfähigen Rittergutes Sandberg I dem Geheimen Regierungsrat und Landrat des Kreises Zauch-Belzig, Rudolf von Stülpnagel (1831–1900), verheiratet mit Margarete von Rochow-Golzow. Der überregional wirkende Kommunalpolitiker wurde im Millionärs-Adressbuch aufgeführt. Sein gleichnamiger Sohn Rudolf wurde Major und starb im Krieg 1914. Sandberg III mit 133 ha wiederum war konventionelles Rittergut der Herrschaft Wiesenburg der Familie von Watzdorf, bis 1881. 1896 gehörte Sandberg I Landrat von Stülpnagel, Richard Koreuber das RG II, RG III dem Juristen Alexander le Camus Graf von Fürstenstein (1869–1930) auf Hagelberg. 1910 tritt nur noch der aus Belzig stammende und mit mehreren Rittergütern im Landkreis ausgestattete Richard Koreuber als Grundherr in Erscheinung, Gut I Sandberg in Parzellenbesitz, Gut IV Sandberg mit 174 ha. Etwas danach, 1914, bestanden die Rittergüter I mit und IV mit gesamt 235 ha weiter im Besitz des späteren Ritterschaftsrates Richard Koreuber-Fahlhorst, sowie das Rittergut II ebenso in bürgerlicher Hand des Hermann Steinhaus. Dies bestätigt sich weiter bis 1923.
Sandberg wies neben seiner Lage im Umfeld einer Burg und der langen kommunalen Eigenständigkeit weitere Merkmale einer Kietzsiedlung auf. Dazu gehören Sonderrechte der Bewohner, insbesondere das Fischereirecht in den Teichen unterhalb der Burg.
Bis 1815 gehörten Sandberg und Belzig zum Kurfürstentum Sachsen, danach kamen sie zu Preußen. 1879 erhielt Belzig Eisenbahnanschluss. Der Bahnhof Belzig wurde auf Sandberger Gebiet angelegt. Nach königlich-preußischem Erlass vom 12. Januar 1914 wurde die Gemeinde Sandberg mit den Gutsbezirken zum 1. April 1914 in die Stadt Belzig eingemeindet. Für die Gemeindevertreter wurden drei zusätzliche Sitze in der Stadtverordnetenversammlung von Belzig vorgesehen.

## Bauten

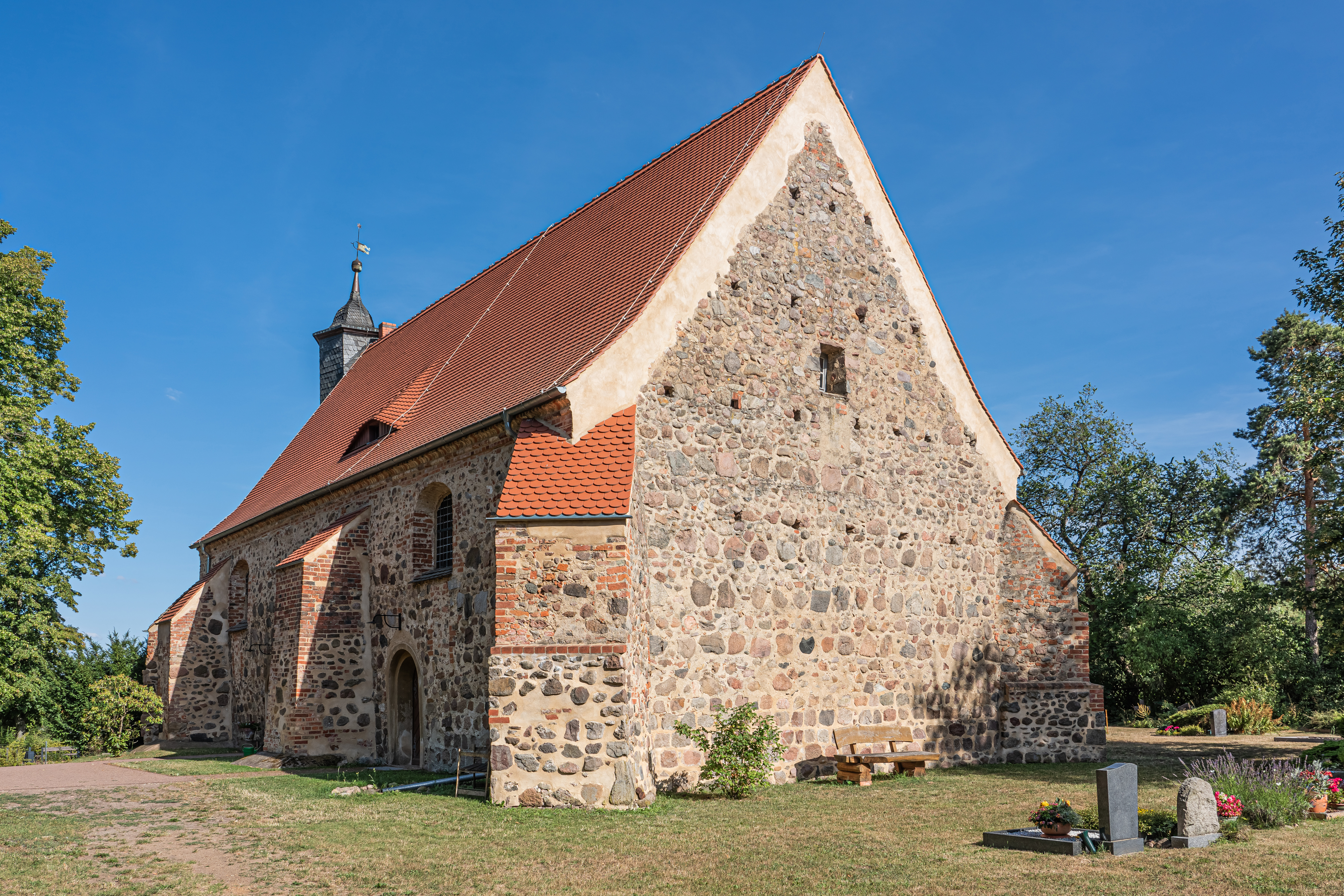
Bricciuskirche

Die Burg Eisenhardt entstand zum Ende des 1. Jahrtausends. In den späteren Jahrhunderten wurde die Anlage mehrfach umgebaut und erweitert, vor allem im 15. Jahrhundert. Der Bergfried stammt aus dem 13. Jahrhundert. Teile der Burg wurden nach Zerstörung im 17. Jahrhundert als kurfürstliches Jagdschloss wieder aufgebaut.
Neben der Burg liegt die Bricciuskirche, die Kirche von Sandberg. Sie wurde im Jahr 1161 erwähnt und war vermutlich eine der ältesten Kirchen in der Region. Die jetzige Kirche ist ein Feldsteinbau aus dem 15. Jahrhundert.
Das Heilig-Geist-Hospital in der Wittenberger Straße wurde 1383 gestiftet. Nach mehreren Bränden wurde es 1776 neugebaut.
Die Wohnbebauung wird dominiert von eingeschossige traufständige Häusern. Das Gutshaus Bahnhofsstraße 14 ist erhalten geblieben und wurde 2015 nach langem Leerstand an einen Investor verkauft.
An der Kreuzung Bahnhofstraße/Wittenberger Straße steht die Kursächsische Postmeilensäule Bad Belzig, ein Nachbau einer Säule aus dem Jahr 1725. Teile des Originals sind im Museum in der Burg ausgestellt.
Der größte Teil der Siedlung Sandberg südlich der Altstadt mit dem Burggelände im Westen bis zur Bahntrasse im Süden und der Karl-Liebknecht-Straße und dem Freigraben im Osten ist Teil des Denkmalbereichs der historischen Altstadt Belzig.